# Alba de Yeltes
Alba de Yeltes è un comune spagnolo di 258 abitanti situato nella comunità autonoma di Castiglia e León.